# Nowy Dwór Królewski
Nowy Dwór Królewski é uma aldeia na Cujávia-Pomerânia, no Condado de Chelmno. A vila foi criada na Idade Média.
Esta vila foi fundada no século XII, concretamente a primeira vez que é mencionada é no ano 1398, num documento que enumera o seu gado, indicando que existem 32 cavalos, 20 vacas, 215 ovelhas e 90 porcos.
De 1398 a 1421 pertenceu à Ordem Teutônica e é referido nas crônicas alemãs como Nuwenhof, Nuwenhuf, Nuwemhoff e Koenigliche Neuhof. Em 1505 se tornaria propriedade do bispo de Chelmno.